# اچ‌ام‌اس وول‌ویچ (۱۶۷۵)
اچ‌ام‌اس وول‌ویچ (۱۶۷۵) (به انگلیسی: HMS Woolwich (1675)) یک کشتی است.